# 宮尾登美子
宮尾 登美子（みやお とみこ、1926年4月13日 - 2014年12月30日）は、日本の小説家。高知県高知市生まれ。高坂高等女学校卒業。『櫂』で注目されて以来、緻密な構成と、時代に翻弄されながらも逞しく生きる女性を描いた作風で多くの読者に支持された。高知の花柳界で育った体験を生かした自伝的作品のほか、芸道物、歴史物のモデル小説に優れる。文化功労者。

## 人物
高知の遊郭で芸妓紹介業（女衒）を営む岸田猛吾と愛人の子として生まれる。実母は女義太夫。この遊廓のことは『櫂』に描かれている。12歳で父母が離別し父に引き取られ、義母・喜世に育てられる。1943年に高坂高等女学校を卒業し、同年12月10日、吾川郡池川町（現仁淀川町）の安居国民学校の代用教員となる。翌年に同町狩山国民学校に移る。この頃のことは『春燈』などに詳しい。1944年、同僚の前田薫と結婚。心臓神経症を発症し、長く悩まされる。
1944年満蒙開拓団の一員として家族で満洲に渡る。長女を出産するが、敗戦のため辛酸をなめ、1946年夫の実家がある高知へ引き揚げ、農業に従事。この満洲体験は『朱夏』に描かれる。1947年肺結核で病臥する中、『小説新潮』などを読む。死を覚悟し、娘に遺すために日記を書き始める。1948年初めての小説「村芝居」を『文藝首都』に投稿。1949年に次女を生み、母を失くす。1951年に父を失う。1951年から1958年まで村立保育所の保母として勤務。1958年高知県社会福祉協議会に保育係として勤務。1962年、神戸で取材して書いたラジオドラマ「真珠の家」がNHK高知放送局のラジオドラマ脚本募集で佳作一席となり、仕事を辞め文筆生活に入る。
1962年前田とみ子の名で書いた『連』で婦人公論女流新人賞を受賞、1963年同作で直木賞候補となる。夫から殴られたことで家を出、協議離婚。1964年「湿地帯」を『高知新聞』に連載（前田とみ子名義）。高知新聞社学芸部記者・宮尾雅夫と再婚。夫の事業の失敗で、1966年夫とともに上京。婦人誌、女性誌のライターをし、赤ちゃんとママ社に就職。1968年第一生命住宅に転じる。
1972年、それまで劣等感を感じていた生家のことを書く決心をし、『櫂』を自費出版、1973年同作で太宰治賞を受賞し、出世作となる。1977年1月、『陽暉楼』で第76回直木賞候補。同年、『寒椿』で第16回女流文学賞受賞。1979年1月、『一絃の琴』で第80回直木賞を受賞、53歳であった。1983年、『序の舞』で第17回吉川英治文学賞受賞。
作品のテーマは一貫して女性であり、自伝ものから出発して、さまざまな分野に新境地を開いている。徹底した取材で知られ、小説『きのね』では十二代市川團十郎をとりあげた産婆まで見つけ出し、聞き取り取材をもとにしている。
『東福門院和子の涙』など、歴史の中で弄ばれるはかない女性を描いた歴史小説が有名。一方で、『クレオパトラ』では、悪女や悲劇のヒロインとしてつくりあげられてきたこれまでのクレオパトラ像を否定して、新たな解釈で浮かび上がらせている。また一方で歴史的事実からは逸脱した解釈による創作も見られる。
2005年の大河ドラマ『義経』は、『宮尾本 平家物語』と『義経』が原作。2008年には『天璋院篤姫』が『篤姫』として大河ドラマ化されたほか、2009年から放送の『坂の上の雲』には外部諮問委員として参加している。
心臓神経症の持病もあって飛行機に乗れなかったが、1984年、クイーン・エリザベス2世号で夫とともにシンガポールへ行ったのが初の海外旅行となり、1985年にはハワイ旅行に行き、以後はアメリカ、エジプトなどへ行っている。
2014年12月30日、老衰のため東京都狛江市の自宅で死去。88歳没。墓所は狛江市岩戸南にある明静院。戒名は舜文院登覚妙叡大姉。

## 受賞・栄典
- 1962年 『連』で婦人公論女流新人賞
- 1973年 『櫂』で第9回太宰治賞
- 1977年 『寒椿』で第16回女流文学賞
- 1979年 『一絃の琴』で第80回直木三十五賞
- 1982年 『序の舞』で第17回吉川英治文学賞
- 1989年 紫綬褒章、『松風の家』で第51回文藝春秋読者賞
- 1995年 『藏』でエランドール賞特別賞
- 1996年 第12回日本酒大賞
- 1998年 勲四等宝冠章
- 2008年 第56回菊池寛賞
- 2009年 文化功労者
- 2010年 『錦』[注 1]で第6回親鸞賞

## 著書
- 『櫂』私家版 1972、筑摩書房 1973 のち中公文庫、ちくま文庫、新潮文庫
- 『陽暉楼』筑摩書房 1976 のち中公文庫、ちくま文庫、文春文庫
- 『寒椿』中央公論社 1977 のち文庫、新潮文庫
- 『岩伍覚え書』筑摩書房 1977 のち文庫（改題『夜汽車・岩伍覚え書』）、集英社文庫、角川文庫
- 『一絃の琴』講談社 1978 のち文庫
- 『影絵』筑摩書房 1978 のち集英社文庫
- 『鬼龍院花子の生涯』文藝春秋 1980 のち文庫、中公文庫
- 『母のたもと』筑摩書房 1980 のち文春文庫
- 『伽羅の香』中央公論社 1981 のち文庫
- 『女のあしおと』講談社 1981 のち文庫
- 『美しきものへの巡礼』文藝春秋 1981 のち文庫
- つむぎの糸 高知新聞社 1981 のち新潮文庫
- 『序の舞』朝日新聞社 1982 のち中公文庫
- 『もう一つの出会い』海竜社 1982 のち新潮文庫
- 『楊梅（やまもも）の熟れる頃』文化出版局 1982 のち新潮文庫
- 『花のきもの』講談社 1983 のち文庫
- 『手とぼしの記』朝日新聞社 1984 のち文庫、新潮文庫
- 『天璋院篤姫』講談社 1984 のち文庫
- 『大人の味』（辻嘉一対談）文化出版局 1985 のち新潮文庫、中公文庫（改題『土佐の味京の味』）
- 『地に伏して花咲く』シーズ 1984
- 『朱夏』集英社 1985 のち文庫、新潮文庫
- 対談集『小さな花にも蝶』(吉行淳之介/水上勉/神津善行/五社英雄/常盤新平/綱淵謙錠/小松伸六/緒形拳/加賀乙彦/富山清琴)中央公論社 1986 のち文庫
- 『女のこよみ』講談社 1987 のち角川文庫
- 『春燈』新潮社 1988 のち文庫
- 『わたしの四季暦』中央公論社 1988 のち文庫
- 『くらしのうた』(共著:大原富枝/篠田桃紅/馬場あき子/十返千鶴子)朝日新聞社 1988 のち文庫
- 『松風の家』文藝春秋 1989 のち文庫
- 『きのね-柝の音』朝日新聞社 1990 のち文庫、新潮文庫
- 『菊亭八百善の人びと』新潮社 1991 のち文庫、中公文庫
- 宮尾登美子全集 全15巻 朝日新聞社 1992 - 1994
- 『藏』毎日新聞社 1993 のち中公文庫、角川文庫
- 『東福門院和子の涙』講談社 1993 のち文庫
- 『菊籬』文藝春秋 1995 のち文庫
- 『クレオパトラ』朝日新聞社 1996 のち文庫、新潮文庫
- 『記憶の断片』飛鳥新社 1996 のち新潮文庫（分冊改題 『お針道具 - 記憶の断片』『成城のとんかつやさん - 記憶の断片』）
- 『天涯の花』集英社 1998 のち文庫
- 『はずれの記』角川書店 1998 のち文庫
- 『きものがたり』世界文化社 1999 のち文春文庫
- 『仁淀川』新潮社 2000 のち文庫
- 『宮尾本 平家物語』全4巻、朝日新聞社 2001 - 2004 のち文庫、文春文庫
- 『めぐる季節を生きて』講談社 2002
- 『平家物語の女たち』朝日新聞社 2004
- 『義経』日本放送出版協会 2004 のち新潮文庫
- 『湿地帯』新潮社 2007 のち文庫
- 『篤姫の生涯』日本放送出版協会 2007
- 『錦』中央公論新社 2008[注 1]
- 『生きてゆく力』海竜社 2009[注 2]

## 海外への翻訳

### 台湾
- 『一絃琴』（2011、如果出版）
- 『天璋院篤姬』全2巻（2010、如果出版）
- 『宮尾本平家物語』全4巻（2007、遠流出版）
- 『陽暉樓』（2006、遠流出版）
- 『有緣無緣』（『櫂』）（1996、實學社）
- 『鬼龍院花子的一生』（1996、實學社）
- 『藏』全2巻（1996、實學社）
- 『寒樁』（1993、麥田出版）

### 中国（簡化字）
- 一弦琴 （刊行予定、吉林出版集团有限责任公司）
- 天璋院笃姬 （2011、吉林出版集团有限责任公司）

## 映像化作品
映画
- 『鬼龍院花子の生涯』 (1982)
- 『陽暉楼』 (1983)
- 『序の舞』 (1984)
- 『櫂』 (1985)……陽暉楼の女将役で出演もしている。
- 『夜汽車』 (1987)
- 『寒椿』 (1992)
- 『藏』 (1995)

テレビドラマ
- 『櫂』 (1975、NETテレビ（現：テレビ朝日）「ポーラ名作劇場」)
- 『序の舞・新春ドラマスペシャル』 (1984、テレビ朝日)
- 『鬼龍院花子の生涯』 (1984、TBS / 2010、テレビ朝日)
- 『春燈』 (1989、テレビ朝日 / 1997、NHK衛星第2)
- 『菊亭八百善の人びと』 (1994、テレビ朝日 / 2004、NHK総合)
- 『藏』 (1995、NHK衛星第2)
- 『櫂』 (1999、NHK衛星第2)
- 『天涯の花』 (1999、NHK総合)
- 『一絃の琴』 (2000、NHK総合)
- 『義経』 (2005、NHK大河ドラマ) - 原作『宮尾本 平家物語』『義経』
- 『篤姫』 (2008、NHK大河ドラマ) - 原作『天璋院篤姫』